# Basse Bidassoa
Pour les articles homonymes, voir Bidassoa (homonymie).
La Basse Bidassoa (Bidasoaldea officiellement en basque ou Bidaso Beherea alternativement ; Bajo Bidasoa en castillan) est une comarque dans la province du Guipuscoa, dans la communauté autonome du Pays basque en Espagne.  Avec la commune française d'Hendaye, les deux communes de cette comarque espagnole forment le « Consorcio Transfrontalier Bidasoa Txingudi », nommé d'après les noms basques du fleuve et de la baie bordant les trois communes).

## Géographie
C'est la comarque la plus petite du Guipuscoa avec 71.6 km ² et elle est située dans le nord-est de cette dernière, étant frontalière de la France (Hendaye et Biriatou).
Elle est limitée au sud par la Navarre (comarque des Cinco Villas), à l'ouest par la comarque de Donostialdea, au nord par la mer Cantabrique et à l'est par la  baie de Txingudi et la Bidassoa qui la séparent de la France. Côté français, elle est ainsi limitrophe d'Hendaye et Biriatou, dans le département des Pyrénées-Atlantiques (ancienne province basque du Labourd).
Elle a une population approximative de 75 000 habitants.
Il correspond géographiquement à la rive gauche du cours bas du fleuve Bidassoa, ainsi que le bord gauche de la Baie de Txingudi, où aboutit cette rivière. L'histoire de la comarque est marquée par sa condition frontalière entre l'Espagne et la France (anciennement entre Castille, la France et Navarre). Elle tend actuellement à renouer des liens avec la localité voisine basco-française d'Hendaye située dans l'autre rive de la baie, de telle sorte que dans la pratique le secteur de Bidasoa-Txingudi soit aussi étendu à cette localité.

## Communes
Elle comprend les villes de Irun et Fontarrabie.
| # | Municipalité   | Maire                        | Parti politique | Population (2008) | % Population | Territoire en km² |
| - | -------------- | ---------------------------- | --------------- | ----------------- | ------------ | ----------------- |
| 1 | Fontarrabie    | Aitor Kerejeta Cid           | PNV             | 16 315            | 21,1         | 28,63             |
| 2 | Irun           | José Antonio Santano Clavero | PSE-EE/PSOE     | 60 914            | 78,9         | 42,40             |
|   | Basse Bidassoa |                              |                 | 77 229            | 100          | 71,03             |